# Goñi (Navarra)
Goñi (baskisch Goñerri) ist ein Ort und eine Gemeinde (municipio) mit 172 Einwohnern (Stand: 2024) in der autonomen Gemeinschaft Navarra im Norden von Spanien. Die Gemeinde besteht aus zahlreichen Orten, namentlich: Aizpún, Azanza, Áriz, Goñi, Munárriz und Urdánoz. Der Verwaltungssitz befindet sich in Aizpún.

## Lage und Klima
Goñi liegt in ca. 885 m Höhe und ist ca. 17 Kilometer (Fahrtstrecke) in westnordwestlicher Richtung von der Regionalhauptstadt Pamplona entfernt. Das Klima ist gemäßigt bis warm.

## Bevölkerungsentwicklung
| Jahr      | 1970 | 1981 | 1991 | 2001 | 2011 | 2021 |
| Einwohner | 295  | 200  | 207  | 200  | 192  | 165  |

## Persönlichkeiten
- Teodosio de Goñi (Lebensdaten im 7./8. Jahrhundert), sagenhafte Rittergestalt